# Ancylodonta tristis
Ancylodonta tristis là một loài bọ cánh cứng trong họ Cerambycidae.